# Густота речной сети
Густота́ речно́й се́ти — это отношение длины всех поверхностных водотоков данной площади (км) к величине этой площади (км²). Густота речной сети показывает степень развитости гидрографической сети в пределах территории. Величины густоты речной сети одновременно характеризуют собой средние расстояния между смежными водотоками.
Для возможности выяснения пространственного изменения густоты речной сети в пределах территории полученные тем или иным способом показатели густоты речной сети наносятся на карту, после чего по этим данным проводятся линии равной густоты речной сети (изоденсы) или наносится штриховка по заданным градациям.

## Густота речной сети России
Территория России характеризуется крайне неравномерным распределением густоты речной сети. В пределах европейской части России максимальные величины густоты речной сети отмечаются на Северном Кавказе (около 2 км/км²), минимальные — в засушливых районах Прикаспийской низменности (менее 0,1 км/км²). В азиатской части России наименьшая густота отмечается в Центральной Якутии (0,15 км/км²), в верховьях Аргуни, относящейся к бассейну Амура (0,18 км/км²), на юге Западной Сибири и равнинном Алтае (0,1—0,2 км/км²), а наибольшая — на Чукотке, юге Приморского края, Сахалине и Курильских островах. Средняя величина густоты речной сети по России составляет 0,3 км/км².
Густота речной сети (по Б. П. Панову):
| Река  | Пункт наблюдений | Площадь бассейна, км² | Длина речной сети, км | Густота речной сети, км/км² |
| ----- | ---------------- | --------------------- | --------------------- | --------------------------- |
| Волга | Ярославль        | 154000                | 46200                 | 0,300                       |
| Днепр | Припять          | 218500                | 34671                 | 0,158                       |
| Десна | Брянск           | 13520                 | 2798                  | 0,210                       |
| Кура  | с. Али-Байрамли  | 32710                 | 6200                  | 0,189                       |